# جاك وارنر (ممثل)
جاك وارنر (بالإنجليزية: Jack Warner)‏ هو ممثل بريطاني، ولد في 24 أكتوبر 1895 بلندن في المملكة المتحدة، وتوفي بنفس المكان في 24 مايو 1981. بدأ مشواره المهني سنة 1943.

## وصلات خارجية
- جاك وارنر على موقع IMDb (الإنجليزية)
- جاك وارنر على موقع ميوزك برينز (الإنجليزية)
- جاك وارنر على موقع أول موفي (الإنجليزية)
- جاك وارنر على موقع قاعدة بيانات الأفلام السويدية (السويدية)
- جاك وارنر على موقع ديسكوغز (الإنجليزية)
- جاك وارنر على موقع قاعدة بيانات الفيلم (الإنجليزية)